# Derolus kraatzi
Derolus kraatzi là một loài bọ cánh cứng trong họ Cerambycidae.